# Hashiguchi Masaru
Masaru Hashiguchi (sinh ngày 21 tháng 5 năm 1974) là một cầu thủ bóng đá người Nhật Bản.

## Sự nghiệp câu lạc bộ
Masaru Hashiguchi đã từng chơi cho Cerezo Osaka và Avispa Fukuoka.